# Grimmertingen
Grimmertingen is een gehucht dat behoort tot Vliermaal, een deelgemeente van de Belgisch-Limburgse stad Hasselt sinds 1 januari 2025. Het is gelegen in Vochtig-Haspengouw, nabij de vallei van de Winterbeek. Tot 31 december 2024 voor de fusie was het een deelgemeente van Kortessem.

## Bezienswaardigheden
- Op de Grimmertingerstraat 24 bevindt zich het zogeheten Kasteeltje van Grimmertingen. Dit was een gesloten hoeve met een kern die tot de 17e eeuw teruggaat, getuige een inscriptie met het jaartal 1664. Tegenwoordig is het een U-vormig bakstenen bouwwerk dat voornamelijk 19e-eeuws is. Sinds 1990 is een restaurant in het gebouw gehuisvest.

- Nabij de Grimmertingerstraat bevindt zich ook een merkwaardige bakstenen waterput.

- Op de Winterbeek bevond zich te Grimmertingen ook een watermolen, die in 1280 werd vermeld.

## Geologie
Naar dit gehucht is het Zand van Grimmertingen vernoemd, een zandsoort uit het Oligoceen die behoort tot de Formatie van Sint-Huibrechts-Hern.